# John Korir (Leichtathlet, 1975)

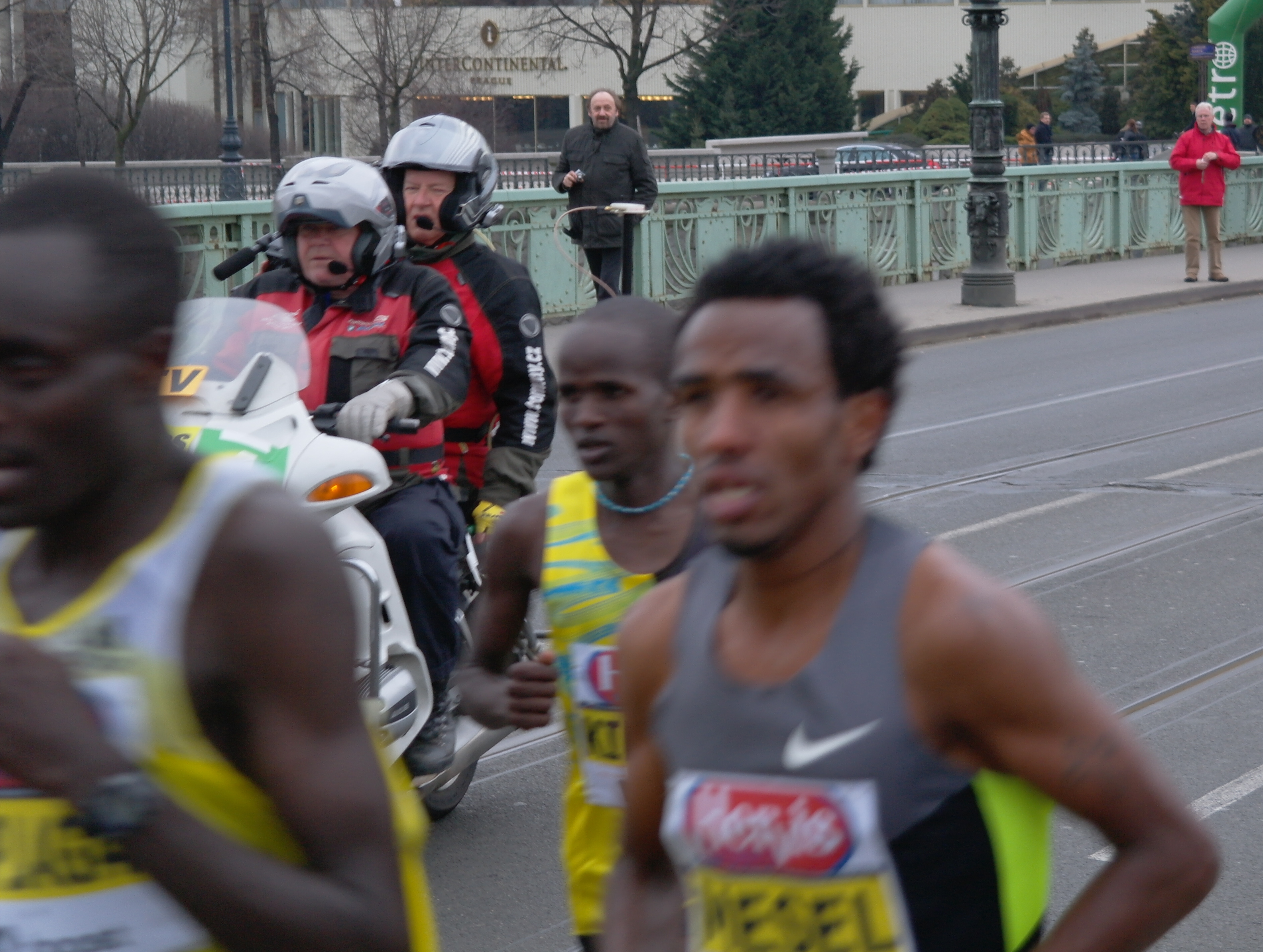
John Korir (halb verdeckt in der Mitte) 2013 in Prag

John Korir (John Kipsang Korir; * 15. Dezember 1975) ist ein kenianischer Langstreckenläufer, der sich auf Straßenläufe spezialisiert hat.
Neben vielen Siegen bei bedeutenden US-amerikanischen Straßenläufen (Bay to Breakers, Cherry Blossom Ten Mile Run, Utica Boilermaker und Falmouth Road Race) gewann er zweimal (2004 und 2005) die World’s Best 10K. 2003 wurde er Zweiter und 2004 Vierter beim Portugal-Halbmarathon.
Seit 2005 wird John Korir von KIMbia Athletics betreut und von Dieter Hogen trainiert. Er trainiert in Nyahururu und Boulder (Colorado).

## Persönliche Bestzeiten
- 10.000 m: 28:13,52 min, 18. Oktober 2007, Hyderabad
- 10-km-Straßenlauf: 27:47 min, San Juan
- 15 km: 42:57 min, 8. Juli 2001, Utica
- Halbmarathon: 1:01:32 h, 4. April 1998, Mailand